# استان خلیج
استان خلیج یکی از استان‌های کشور پاپوآ گینه نو است که در ساحل جنوبی کشور واقع است. مرکز استان کرما است.

## تقسیمات
این استان از ۲ منطقه تشکیل شده‌است و این منطقه‌ها در مجموع دارای ۱۰ فرمانداری محلی هستند. لازم به ذکر است که هر فرمانداری محلی، در زمان آمار گیری به چند بخش تقسیم می‌شود.
| منطقه        | مرکز منطقه | نام فرمانداری محلی                     |
| ------------ | ---------- | -------------------------------------- |
| منطقه کرما   | کرما       | فرمانداری محلی روستایی کرما مرکزی      |
| منطقه کرما   | کرما       | فرمانداری محلی روستایی کرما شرقی       |
| منطقه کرما   | کرما       | فرمانداری محلی روستایی کائینتیبا       |
| منطقه کرما   | کرما       | فرمانداری محلی شهری کرما               |
| منطقه کرما   | کرما       | فرمانداری محلی روستایی کوتیدانگا       |
| منطقه کرما   | کرما       | فرمانداری محلی روستایی لاکهکامو-تائوری |
| منطقه کیکوری | کیکوری     | فرمانداری محلی روستایی بائیمورو        |
| منطقه کیکوری | کیکوری     | فرمانداری محلی روستایی کیکوری شرقی     |
| منطقه کیکوری | کیکوری     | فرمانداری محلی روستایی ایهو            |
| منطقه کیکوری | کیکوری     | فرمانداری محلی روستایی کیکوری غربی     |